# Сокіл (Могилів-Подільський район)
Сокіл — село в Україні, у Чернівецькій селищній громаді Могилів-Подільського району Вінницької області. Населення становить 1057 осіб.

## Історія
7 (20) листопада 1917 року, відповідно до Третього Універсалу Української Центральної Ради, увійшло до складу Української Народної Республіки.
12 червня 2020 року, відповідно до Розпорядження Кабінету Міністрів України № 707-р «Про визначення адміністративних центрів та затвердження територій територіальних громад Вінницької області», увійшло до складу Чернівецької селищної громади.
19 липня 2020 року, в результаті адміністративно-територіальної реформи та ліквідації Чернівецького району, село увійшло до складу новоутвореного Могилів-Подільського району.

## Географія
Через село тече річка Вазлуй, ліва притока Мурафи.

## Легенда виникнення села Сокіл
Тут була вольниця. По обабіч давнього Чумацького шляху ще за часів Волинсько-Литовського князівства князем Вітовтом поставлені були чатницькі пости, котрі здавна називалися околами. Втікачі стікалися сюди в межиріччя Мурафи, Бушанки і до Дністра на самий західний край Дикого поля, щоб тут якось дати собі раду. Хто гречкосієм став, але тих було мало, хто мандрував далі на Січ Запорізьку, щоби показати свій подільський характер в Трапезунді чи Стамбулі, а хто, чого гріха таїти, промишляв і розбоєм. Та на службі князя були державні люди-чатники. Вони й складали із високих гострих дубових балок околи загострені по кінцях, щоби непрохані гості не могли пройти до високої вежі-бекету, на котрому завжди була напоготові бочка, наповнена дьогтем або смолою для подачі сигнального вогню. Коли десь на обрії показувалася орда чи непроханий татарський бамбул, лише за дві години димовий сигнал доходив до Острога, Львова і Холма.
А ще чатники тримали навчених соколів, котрі здіймаючись високо в небо, щоби жодна стріла не дістала, несли термінову вістку, бо швидше сокола ніхто не літав. Неподалік цього місця 1393 року Вітовт подарував Василю Карачевському пустку Княжу Луку між річками Морахвою і Мурашкою. На цій пустці були засновані нинішні Чернівці, а від них і інші слободи (від слова свобода, тобто вільна земля), а самих міцних, як дуби, і вільних як птиці. Певне від цього стали називатися чатниці-сторожі соколами. Казали: — Куди йдеш? — До околу до сокола.

## Постаті
- Лук'яненко Сергій Дмитрович